# إلفانت بوت
إلفانت بوت (نيومكسيكو) (بالإنجليزية: Elephant Butte, New Mexico) هي مدينة تقع في الولايات المتحدة في مقاطعة سيرا، نيومكسيكو. يقدر عدد سكانها بـ 1,390 نسمة ومساحتها 7.7 كم2 وترتفع عن سطح البحر 1,361 متر.

## التركيبة السكانية
حدّد مكتب تعداد الولايات المتحدة بيانات التركيبة السكانية لإلفانت بوت في تعداد الولايات المتحدة. في ما يلي، التركيبة السكانية حسب تعدادي 2000 و2010.

### تعداد عام 2000
بلغ عدد سكان إلفانت بوت 1,390 نسمة بحسب تعداد عام 2000، وبلغ عدد الأسر 689 أسرة وعدد العائلات 472 عائلة مقيمة في المدينة. في حين سجلت الكثافة السكانية 128.1 نسمة لكل كيلومتر مربع (331.8/ميل2). وبلغ عدد الوحدات السكنية 1,247 وحدة بمتوسط كثافة قدره 114.9 لكل كيلومتر مربع (297.6/ميل2).
وتوزع التركيب العرقي للمدينة بنسبة 91.94% من البيض و0.07% من الأمريكيين الأفارقة و1.58% من الأمريكيين الأصليين و0.29% من الأمريكيين ذوي الأصول الآسيوية و5.04% من الأعراق الأخرى و1.08% من عرقين مختلطين أو أكثر و13.31% من الهسبانيون أو اللاتينيون من أي عرق.
بلغ عدد الأسر 689 أسرة كانت نسبة 12.5% منها لديها أطفال تحت سن الثامنة عشر تعيش معهم، وبلغت نسبة الأزواج القاطنين مع بعضهم البعض 61.7% من أصل المجموع الكلي للأسر، ونسبة 5.2% من الأسر كان لديها معيلات من الإناث دون وجود شريك، بينما كانت نسبة 1.6% من الأسر لديها معيلون من الذكور دون وجود شريكة وكانت نسبة 31.5% من غير العائلات. تألفت نسبة 25.8% من أصل جميع الأسر من عدة أفراد يعيشون في نفس المنزل ونسبة 13.8% كانت تتألف من شخص يعيش بمفرده يبلغ من العمر 65 عاماً أو أكثر. وبلغ متوسط حجم الأسرة المعيشية 2.02، أما متوسط حجم العائلات فبلغ 2.38.
بلغ العمر الوسطي للسكان 57.6 عاماً. وكانت نسبة 12% من القاطنين تحت سن الثامنة عشر، وكانت نسبة 3.2% بين الثامنة عشر والرابعة والعشرين عاماً، ونسبة 13.7% كانت واقعةً في الفئة العمرية ما بين الخامسة والعشرين والرابعة والأربعين عاماً، ونسبة 38.5% كانت ما بين الخامسة والأربعين والرابعة والستين، ونسبة 32.6% كانت ضمن فئة الخامسة والستين عاماً فما فوق. يوجد لكل 100 أنثى 98.3 ذكر، ويوجد لكل 100 أنثى في الثامنة عشر من عمرها فما فوق 97.3 ذكر.
بلغ متوسط دخل الأسرة في المدينة 31,705 دولارًا، أما متوسط دخل العائلة فبلغ 37,344 دولارًا. وكان متوسط دخل الذكور 30,809 دولارًا مقابل 22,125 دولارًا للإناث. وسجل دخل الفرد الخاص بالمدينة 21,345 دولارًا. وكانت نسبة 7.4% من العائلات ونسبة 10.6% من السكان تحت خط الفقر، وكان من هؤلاء نسبة 26.4% تحت سن الثامنة عشر ونسبة 5.2% في الخامسة والستين من العمر وما فوق.

### تعداد عام 2010
بلغ عدد سكان إلفانت بوت 1,431 نسمة بحسب تعداد عام 2010، وبلغ عدد الأسر 772 أسرة وعدد العائلات 464 عائلة مقيمة في المدينة. في حين سجلت الكثافة السكانية 131.9 نسمة لكل كيلومتر مربع (341.6/ميل2). وبلغ عدد الوحدات السكنية 1,316 وحدة بمتوسط كثافة قدره 121.3 لكل كيلومتر مربع (314.2/ميل2).
وتوزع التركيب العرقي للمدينة بنسبة 92.24% من البيض و0.28% من الأمريكيين الأفارقة و0.91% من الأمريكيين الأصليين و0.49% من الأمريكيين ذوي الأصول الآسيوية و2.87% من الأعراق الأخرى و3.21% من عرقين مختلطين أو أكثر و13.56% من الهسبانيون أو اللاتينيون من أي عرق.
بلغ عدد الأسر 772 أسرة كانت نسبة 9.3% منها لديها أطفال تحت سن الثامنة عشر تعيش معهم، وبلغت نسبة الأزواج القاطنين مع بعضهم البعض 53.4% من أصل المجموع الكلي للأسر، ونسبة 4.3% من الأسر كان لديها معيلات من الإناث دون وجود شريك، بينما كانت نسبة 2.5% من الأسر لديها معيلون من الذكور دون وجود شريكة وكانت نسبة 39.9% من غير العائلات. تألفت نسبة 35.1% من أصل جميع الأسر من عدة أفراد يعيشون في نفس المنزل ونسبة 20.1% كانت تتألف من شخص يعيش بمفرده يبلغ من العمر 65 عاماً أو أكثر. وبلغ متوسط حجم الأسرة المعيشية 1.85، أما متوسط حجم العائلات فبلغ 2.31.
بلغ العمر الوسطي للسكان 62.8 عاماً. وكانت نسبة 8.7% من القاطنين تحت سن الثامنة عشر، وكانت نسبة 2.7% بين الثامنة عشر والرابعة والعشرين عاماً، ونسبة 8.9% كانت واقعةً في الفئة العمرية ما بين الخامسة والعشرين والرابعة والأربعين عاماً، ونسبة 36.8% كانت ما بين الخامسة والأربعين والرابعة والستين، ونسبة 43% كانت ضمن فئة الخامسة والستين عاماً فما فوق. وتوزع التركيب الجنسي للسكان بنسبة 51.1% ذكور و48.9% إناث.